# Rosina Storchio
Rosina Storchio (ur. 19 maja 1876 w Wenecji, zm. 24 lipca 1945 w Mediolanie) – włoska śpiewaczka operowa, sopran.

## Życiorys
Ukończyła konserwatorium w Mediolanie, na scenie zadebiutowała w 1892 roku w mediolańskim Teatro dal Verme w roli Micaëli w Carmen. Przez dwa sezony śpiewała w Padwie, następnie w 1895 roku debiutowała na deskach mediolańskiej La Scali jako Zofia w Wertherze Masseneta. Ceniona przez ówczesną krytykę i publiczność, jej talent wokalny podziwiał Arturo Toscanini. Wzięła udział w prapremierowych przedstawieniach oper Ruggera Leoncavalla: Cyganeria (1897) i Zazà (1900). Kreowała rolę Cio-Cio-San podczas zakończonej klapą mediolańskiej prapremiery Madame Butterfly Giacoma Pucciniego w 1904 roku. Gościnie występowała w Teatro Colón w Buenos Aires i w Stanach Zjednoczonych.
Pod koniec życia na skutek ataku apoplektycznego została całkowicie sparaliżowana.